# Западнохайландски бял териер
Западнохайландският бял териер (на английски: West Highland White Terrier), наричан още уести (на английски: Westie, Westy) е порода кучета, произхождаща от Шотландия. Името му идва от това, че произлиза от западната част на шотландските планини и е чисто бял. Териерът е изключително верен към своя стопанин. Породата е подходяща за намиране на трюфели.

## История
Първоначално западнохайландският бял териер е развъждан в планинската част на Шотландия за лов на гризачи и насекоми. Една от най-известните картини, в която са изобразени представители на породата е „Сутрешно парти“ (1830) на сър Едуин Ландсир. Пренесен е в САЩ в началото на 20 век. Американският киноложки клуб признава породата през 1908. Според някои любители на кучетата тази порода е предшественик на кеърнтериера.

## Външен вид
Въпреки малкия си размер, западнохайландският бял териер е елегантен, жизнен и издръжлив. Черните му очи и малката му закръглена муцуна му придават интересно излъчване. Козината е мека и плътна в основата си и има твърди и остри краища. Тя е чисто бяла, което е дало и името на породата. Женските екземпляри имат размер 6 – 8 кг на 25 см, а мъжките – 7 – 9 кг на 28 см.

### Поддръжка на външния вид
Външният вид на представителите на породата изисква продължителна поддръжка. Трябва да се четка най-малко два пъти седмично и да се подстригва веднъж на няколко месеца. Къпането трябва да бъде веднъж месечно, а долната козина трябва да се поддържа къса, за добра хигиена. При правилни грижи линеенето е слабо и това прави западнохайландския бял териер подходящ за хора с алергии.

## Темперамент
Уести е бързо адаптиращо се, интелигентно, самоуверено и малко куче. Това обуславя превръщането му в популярно домашно животно. Обича стопаните си и е много енергичен. Изисква занимания, упражнения и игри, което го прави неподходящ избор за стопани, които нямат възможност, време или склонност да му ги осигурят. Той е смел, пъргав и ловък и обича да преследва нещо по всяко време, за това трябва да бъде пускан на безопасни места и да бъде държан под око. Може да бъде арогантен, настоятелен и инатлив и това го прави по-подходящ за стопани с опит в отглеждането на кучета. Лесно се поддава на дресировка и се учи бързо.
Западнохайландският бял териер е отличен пазач и лае силно, за да предупреди за наближаваща опасност. Обича да се хвали и харесва звука на собствения си лай, затова стопаните на такива кучета трябва да се подготвят за шум. Има силно развито собственическо чувство над храната, територията и собствеността си и се опитва да доминира над другите кучета от породата си. Не се разбира добре с котките и хваща всичко малко, движещо се нещо в полезрението му. Държи се добре с новодошли, но обича повече по-големи и мили деца, защото малките могат да са по-груби и агресивни и може да се получи сблъсък на интереси.

## Здраве
Западнохайландският бял териер живее между 11 и 14 години и може да заболее от много здравословни проблеми: катаракти, припадъци, алергии, коленна луксация и други проблеми с краката.